# Periophthalmus walailakae
A Periophthalmus walailakae a csontos halak (Osteichthyes) főosztályának a sugarasúszójú halak (Actinopterygii) osztályába, ezen belül a sügéralakúak (Perciformes) rendjébe, a gébfélék (Gobiidae) családjába és az iszapugró gébek (Oxudercinae) alcsaládjába tartozó faj.

## Előfordulása
A Periophthalmus walailakae előfordulási területe az Indiai-óceán északkeleti részén, valamint a Csendes-óceán nyugati felének a középső részén van. Állományai Thaiföld déli partjain és Szingapúrban találhatók meg.

## Megjelenése
A hím legfeljebb 11,6 centiméter, míg a nőstény 12,7 centiméter hosszú. A hátúszóján 9-10 tüske és 10 sugár, míg a farok alatti úszóján 1 tüske és 8-10 sugár ül. Úgy a felső állcsontban, mint az állkapocscsontban egy-egy fogsor ül. A pofáján és a szemek közti részen nincsenek pikkelyek. A hasúszók teljesen összeforrtak, egy tapadókorongot alkotva. A hátúszói nincsenek összekötve. Az első hátúszó barnásvörös fehér széllel. A második hátúszó közepén egy fekete csík húzódik. A fejét és testét sötétbarna és világossárga pettyek borítják. A farokúszója kerekített, azonban a felső és alsó nyúlványai nem egyformák.

## Életmódja
Trópusi halfaj, amely a brakkvízben él. Az oxigént képes, egyenesen a levegőből kivenni, azzal a feltétellel, ha nedvesek a kopoltyúi és a bőre. A víz alá is lemerülhet. A mangroveerdőket választja élőhelyéül, ahol 100-120 centiméter mély és 9-13 centiméter széles üregeket váj magának. Az éjszaka környékén tevékeny; főleg szürkületkor és kora reggel indul táplálkozni.